# 갈색털난쟁이호저
갈색털난쟁이호저(Coendou vestitus)는 아메리카호저과에 속하는 남아메리카 설치류의 일종이다. 콜롬비아와 베네수엘라의 안데스 산맥에서 발견된다. 자연 서식지는 아열대 또는 열대 기후 지역의 습윤 저지대 숲이다.
몇 점의 표본만이 알려져 있기 때문에 연구가 쉽지 않으며, 1925년부터 2000년대까지는 기록되지 않았다. 야행성 동물이고, 나무 위에서 생활하는 수상성 동물이다. 나뭇잎과 새싹 그리고 과일을 먹는다. 서식지 감소로 심각한 위협을 받고 있으며, 멸종되었을 수도 있다. 이전에 취약종으로 분류했지만, 이제는 정보부족종으로 등재되고 있다. 어떤 보호 지역이나 보존 조치에서도 알려져 있지 않다.
이전에 난쟁이호저속(Sphiggurus)으로 분류하기도 했지만, 유전학 연구에 의해 다계통군으로 밝혀짐에 따라 더 이상 난쟁이호저속은 인정되지 않고 있다. 근연종은 부분탈색털난쟁이호저(Coendou pruinosus)이다.